# 王立天文学会月報
『王立天文学会月報』(英: Monthly Notices of the Royal Astronomical Society (MNRAS)) は、天文学と天体物理学の研究を取り扱う査読付きの学術雑誌である。1827年に創刊され、関連する分野の斬新な研究結果を報告する記事とレターを発行している。その名称に反して、この雑誌はもはや月刊ではなく、王立天文学会からの案内の掲載もしていない。日本語では『王立天文学会月報』のほか、『英国王立天文学会月報』などと表記される。

## 歴史
MNRAS の初号は1827年2月9日に出版され、これ以降継続的に出版され続けている。当初の雑誌名は『Monthly Notices of the Astronomical Society of London』であった。ロンドン天文学会が王立天文学会 (英: Royal Astronomical Society, RAS) に改名した後、第2号から現在の雑誌名に変更された。1960年までは王立天文学会の月報が掲載されており、その後月報は『Quarterly Journal of the Royal Astronomical Society』(1960年〜1996年)、およびその後継に当たる『アストロノミー＆ジオフィジックス』(1997年以降) に引き継がれた。1965年までは MNRAS は王立天文学会が出版しており、1965年から2012年まではブラックウェルパブリッシング社 (後にワイリー・ブラックウェル社) が王立天文学会の代理で出版していた。2013年以降はオックスフォード大学出版局が代理で出版を行っている。
雑誌名には Monthly Notices とあるものの現在は月刊誌ではなく、1年につき9巻に分割された計36号を発行している。

## 内容
MNRAS は天文学と天体物理学の斬新な研究に関する査読された論文を掲載する。MNRAS では2種類の記事が掲載されている。長さを指定しない本誌と、長さが5ページまでと限定されているが出版までが早いレター論文 (Monthly Notices of the Royal Astronomical Society Letters) である。かつては印刷版においてはレター論文はピンク色のページに印刷されていたが、現在では印刷版の項目リストと共にオンライン版でのみ全てが公開されている。雑誌の編集権は、プロの天文学者からなる編集委員会を通じて王立天文学会によって行使される。2019年3月時点の編集長は、ダラム大学の David Flower である。
『Journal Citation Reports』によると、MNRAS の2012年時点でのインパクトファクターは 5.521 であった。また公式ウェブサイトで公開されているインパクトファクターは、2019年時点で 5.194 である。

## オープンアクセス
王立天文学会の方針は、「厳格な査読を通じた質の高い論文に焦点を当てること、そして可能な限り無料での出版を提供すること」である。著者が MNRAS で論文を出版する際には出版料の支払いは不要であり、この費用は雑誌の購読によってまかなわれている。
論文へのオープンアクセスに関しては、著者がオプションとして出版に際して費用を負担することで誰もが無料で論文が読めるようになる、ハイブリッドオープンアクセスを提供している。また王立天文学会の会員は、会員特典の一部として王立天文学会が出版する雑誌への無料のオンラインアクセスが与えられる。またエンバーゴシステムも採用しており、出版から36ヶ月後には MNRAS のウェブサイトおよび天体物理データシステムにおいてダウンロード可能な論文の PDF ファイルが公開される。また MNRAS はグリーンオープンアクセスも採っており、著者個人のウェブサイトでのセルフアーカイブ、機関リポジトリや arXiv へのアップロードを認めている。さらに、論文の著者には永続的に無料で論文の PDF ファイルにアクセスができるリンクが与えられる。これは、論文のファイルそのものは著者や出版社を除く他の誰もが保持しているべきではないが、そのファイルへのリンクは自由に配布できるという考え方に基づく。これは現代における「抜き刷り」、つまり著者が自由に配布を行えるように提供されていた論文記事のコピーに相当するものである。著者は王立天文学会やオックスフォード大学出版局に著作権を譲渡はしないが、論文が出版されるのに先立って、出版のための独占的なライセンスを供与する必要がある。

## 歴代編集長
以下は歴代の編集長 (Editor-in-Chief) を務めた人物である (かつては編集主幹 (Managing Editor) や、単に編集者 (Editor) という肩書であった)。
- Richard Sheepshanks
- Robert Grant (?-1881)[9]
- アーサー・ケイリー (1860-1872)[9]
- Richard A. Proctor (1872–1874)[10]
- アーサー・ケイリー (1874–1881)[9]
- (王立天文学会評議会の秘書によって実行) (1881[10]–1979[11])
- Roger Tayler (1979[11]–?)[12]
- John Shakeshaft (?–1994)
- Andrew Fabian (1994–2008)[2]
- Robert Carswell (2008–2012)[2][5]
- David Flower (2012–現在)[5]